# Liste der Bodendenkmale in Borsdorf
In der Liste der Bodendenkmale in Borsdorf sind die Bodendenkmale der Gemeinde Borsdorf und ihrer Ortsteile nach dem Stand der Auflistung von Klaus Kroitzsch und Harald Quietzsch aus dem Jahr 1984 aufgelistet. Eventuelle Änderungen und Ergänzungen, insbesondere aus der Zeit nach der Wende, sind nicht berücksichtigt, da für Sachsen aktuell keine neueren allgemein zugänglichen Bodendenkmallisten vorliegen. Die Baudenkmale sind in der Liste der Kulturdenkmale in Borsdorf aufgeführt.
| Denkmal-ID | Fundart            | Ortsteil  | Bezeichnung            | Zeitstellung | Lage                                       | Bemerkungen | Bild |
| ---------- | ------------------ | --------- | ---------------------- | ------------ | ------------------------------------------ | --- | ---- |
| ?          | Befestigung > Burg | Panitzsch | Wehranlage „Kirchberg“ | Mittelalter  | nördlicher Ortsrand, Bereich des Kirchhofs | ovaler Ringwall unter Ausnutzung einer natürlichen Bergkuppe, Schutz seit 5. Oktober 1937, erneuert 10. Juni 1958 |      |